# 4583 Lugo
4583 Lugo è un asteroide della fascia principale. Scoperto nel 1989, presenta un'orbita caratterizzata da un semiasse maggiore pari a 2,3528294 UA e da un'eccentricità di 0,1920395, inclinata di 3,74459° rispetto all'eclittica.